# Jesús Escalona
Jesús Escalona (nascido em 15 de agosto de 1953) é um ex-ciclista venezuelano.
Participou nos Jogos Olímpicos de 1976, em Montreal, terminando em vigésimo primeiro lugar na prova de contrarrelógio por equipes (100 km).